# Simamphicyon helveticus
Simamphicyon helveticus és una espècie extinta de carnívor de la família dels amficiònids descrita per Pictet i Humbert el 1869. És l'única espècie reconeguda del gènere Simamphicyon. Se n'han trobat restes fòssils a França, a la regió del Carcí.